# 石狩支厅
石狩支廳，為過去位於日本北海道道央地方的支廳，管轄北海道西部的6市1町1村，支廳辦公室所在地位於札幌市中央區北海道廳辦公大樓的別館，已於2010年隨著北海道廢除支廳被改組為石狩振興局。

## 歴史
- 1897年：設置札幌支廳，下轄原石狩國札幌郡、石狩郡、厚田郡、濱益郡和原膽振國千歲郡。[1]
- 1922年8月1日：改名為石狩支廳。
- 1975年：石狩町（現石狩市）的樽川地區改隸屬后志支厅小樽市。
- 2010年4月1日：北海道廢除支廳，改設為石狩振興局。

## 行政區域

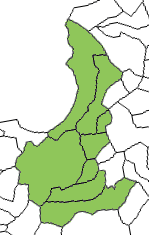
石狩支廳行政區域

- 札幌市：中央區、北區、東區、白石區、厚別區、豐平區、南區、西區、手稻區、清田區
- 市部：江別市、千歲市、惠庭市、北廣島市、石狩市
- 石狩郡：當別町、新篠津村

## 交通

### 機場
- 新千歲機場

### 鐵道
- 北海道旅客鐵道 
  - 函館本線
  - 千歳線
  - 札沼線（學園都市線）
  - 石勝線
- 札幌市營地下鉄（札幌市交通局） 
  - 南北線
  - 東西線
  - 東豐線
- 札幌市電（札幌市交通局） 
  - 一条線、山鼻線、山鼻西線

## 景點
- 知名湖泊：支笏湖
- 國立公園：支笏洞爺國立公園
- 國定公園:：暑寒別天賣燒尻國定公園
- 道立自然公園：野幌森林公園